# Nototriche cupuliforme
Nototriche cupuliforme là một loài thực vật có hoa trong họ Cẩm quỳ. Loài này được Krapov. mô tả khoa học đầu tiên năm 1953.